# Mika Godts
Mika Godts (* 7. Juni 2005 in Löwen) ist ein belgischer Fußballspieler. Der Flügelspieler steht in Niederlande bei Ajax Amsterdam unter Vertrag.

## Karriere
Godts begann seine Karriere bei KRC Genk. Im Januar 2023 wechselte Godts nach Niederlande zu Ajax Amsterdam und unterschrieb einen langfristigen Vertrag. Am 9. April 2024 gab Godts gegen den Fortuna Sittard sein Ligadebüt. 